# Matthias Hinze
Matthias Hinze (* 7. Februar 1969 in Berlin; † 13. April 2007 ebenda) war ein deutscher Schauspieler und Synchronsprecher.

## Leben

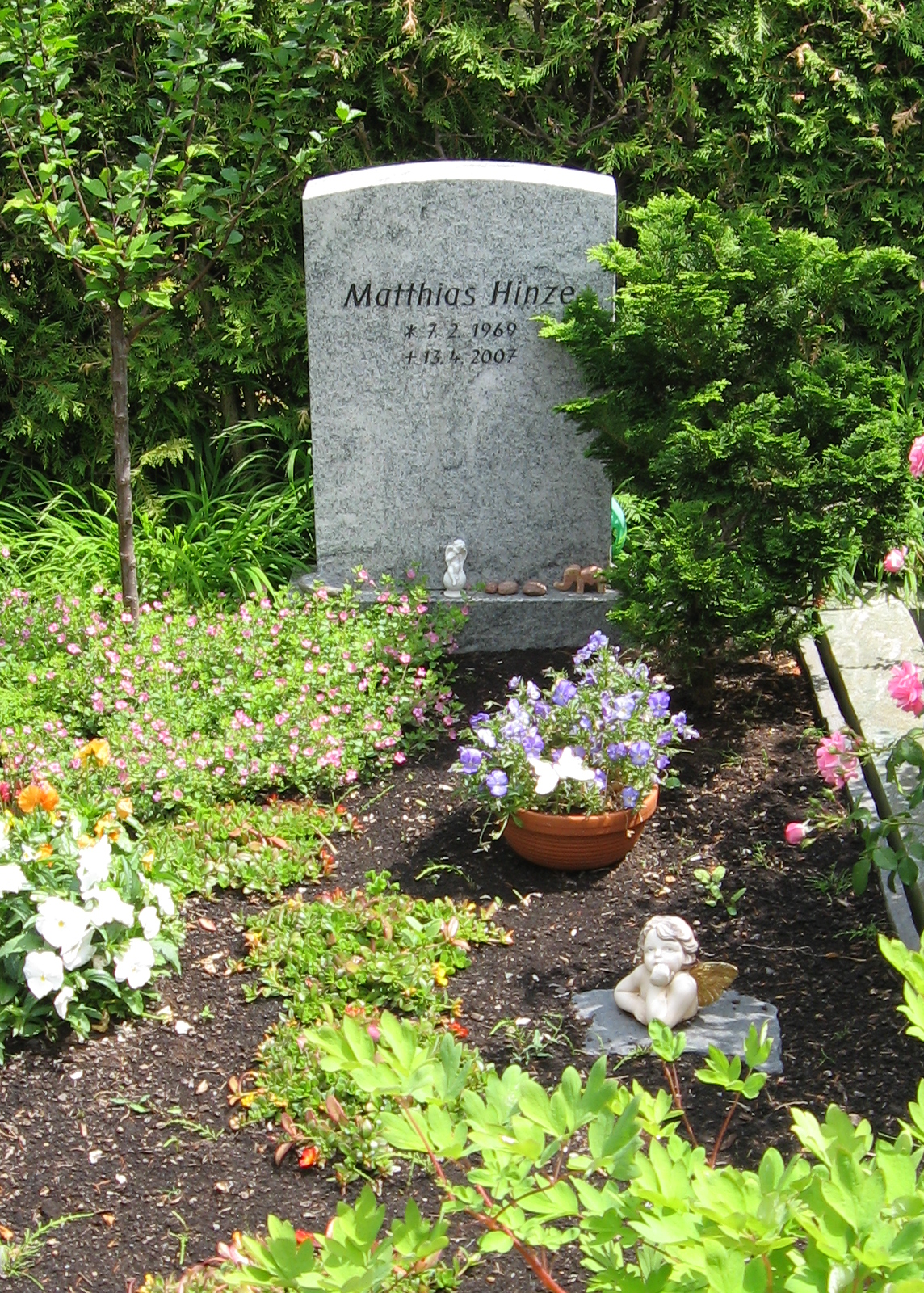
Grab auf dem Friedhof Berlin-Wilmersdorf

Matthias Hinze war der Sohn des Schauspielers und Synchronsprechers Lothar Hinze.
Er besuchte von 1988 bis 1990 die Schauspielschule Maria Körber in Berlin. Im Anschluss daran machte er von 1990 bis 1996 eine klassische Gesangsausbildung bei Richard Gsell in Berlin. Hinze war in verschiedenen deutschen Fernsehserien wie Die Schwarzwaldklinik und Gute Zeiten, schlechte Zeiten zu sehen. Außerdem hatte er 1988 eine kleine Nebenrolle in der US-Miniserie Feuersturm und Asche. Die Hauptrolle des Friedrich verkörperte er in der Serie Teufels Großmutter.
Seine Rolle bei Gute Zeiten, schlechte Zeiten musste er wegen eines Rückenleidens aufgeben.
Zuletzt arbeitete er hauptsächlich als Synchronsprecher. So war er die feste Synchronstimme von Matt Damon, in Die Bourne Verschwörung konnte er diesen aus gesundheitlichen Gründen jedoch nicht synchronisieren. Hinze sprach außerdem für diverse Hörspielproduktionen wie Gabriel Burns und Mystic Knights.
In Bibi und Tina sprach er als zweiter Sprecher die Rolle des Holger Martin von Folge 49–56 und wurde nach seinem Tod von Marius Clarén ab Folge 57 abgelöst.
Er starb im April 2007 im Alter von 38 Jahren an einer schweren Krankheit.
Hinze war mit der Synchronsprecherin Melanie Hinze, der Schwester von Julien Haggège und Tochter von Eva-Maria Werth, verheiratet und hinterließ zwei Töchter, darunter Marie Hinze. Sein Grab befindet sich auf dem Friedhof Berlin-Wilmersdorf.

## Filmografie
- 1984: Eine Klasse für sich (Fernsehserie)
- 1985: Teufels Großmutter (Fernsehserie)
- 1985: Ich heirate eine Familie (Fernsehserie)
- 1986: Wartesaal zum kleinen Glück (Fernsehserie)
- 1986: Hafendetektiv (Fernsehserie)
- 1987: Berliner Weiße mit Schuß (Fernsehserie)
- 1987: Die Schwarzwaldklinik (Fernsehserie)
- 1988: Nordlichter (Fernsehserie)
- 1988: Feuersturm und Asche (Fernsehserie)
- 1989: Aktenzeichen XY … ungelöst (Fernsehsendung)
- 1989: Der Landarzt (Fernsehserie)
- 1992: Gute Zeiten, schlechte Zeiten (Fernsehserie)

## Sprecherrollen (Auswahl)
Matt Damon
- 1997: Good Will Hunting, Rolle: Will Hunting
- 1998: Der Soldat James Ryan, Rolle: James Ryan
- 1998: Rounders, Rolle: Mike McDermott
- 1999: Der talentierte Mr. Ripley, Rolle: Tom Ripley
- 1999: Dogma, Rolle: Loki
- 2000: All die schönen Pferde, Rolle: John Grady Cole
- 2001: Jay und Silent Bob schlagen zurück, Rolle: Will Hunting/Matt Damon
- 2001: Ocean’s Eleven, Rolle: Linus Caldwell
- 2002: Die Bourne Identität, Rolle: Jason Bourne
- 2003: Unzertrennlich, Rolle: Bob
- 2004: Ocean’s 12, Rolle: Linus Caldwell
- 2005: Syriana, Rolle: Brian Woodman
- 2005: Brothers Grimm, Rolle: Wilhelm Grimm
- 2006: Departed – Unter Feinden, Rolle: Sergeant Sullivan

James Marsden
- 2000: X–Men, Rolle: Scott Summers/Cyclops
- 2003: X-Men 2, Rolle: Scott Summers/Cyclops
- 2006: X-Men: Der letzte Widerstand, Rolle: Scott Summers/Cyclops
- 2006: Superman Returns, Rolle: Richard White

Jason Behr
- 2000: Dawson’s Creek, Rolle: Chris Wolfe
- 2001: Schiffsmeldungen, Rolle: Dennis Buggit

Michael Roof
- 2002: xXx – Triple X, Rolle: Agent Toby Lee Shavers
- 2005: XXx 2 – The Next Level, Rolle: Agent Toby Lee Shavers

Mark Ruffalo
- 2003: Flight Girls, Rolle: Ted Stewart
- 2003: Mein Leben ohne mich, Rolle: Lee

Tobias Menzies
- 2006: James Bond 007: Casino Royale, Rolle: Villiers
- 2006: Rom, Rolle: Marcus Iunius Brutus

### Filme
- 1988: für Andras Jones in Nightmare on Elm Street 4, Rolle: Rick
- 1988: für Michael Jackson in Moonwalker, Rolle: Michael
- 1992: für Chris O’Donnell in Der Außenseiter, Rolle: Chris Reece
- 1993: für John Ortiz in Carlito’s Way, Rolle: Guajiro
- 1993: für Rawle D. Lewis in Cool Runnings – Dabei sein ist alles, Rolle: Junior Bevil
- 1995: für Hiro Yūki in Dragon Ball Z – Der Film, Teil 2, Rolle: Tapion
- 1996: für Matt Dillon in Beautiful Girls, Rolle: Tommy „Birdman“ Rowland
- 1998: für Jason Marsden in Der König der Löwen 2 – Simbas Königreich, Rolle: Kovu
- 1998: für Matthew Settle in Ich weiß noch immer, was du letzten Sommer getan hast, Rolle: Wil Benson
- 1999: für Wes Bentley in American Beauty, Rolle: Ricky Fitts
- 1999: für Jason London in Carrie 2 – Die Rache, Rolle: Jesse Ryan
- 1999: für Casper Van Dien in Sleepy Hollow, Rolle: Brom van Brunt
- 2000: für Scott Caan in Nur noch 60 Sekunden, Rolle: Tumbler
- 2000: für Timothy Olyphant in Der Club der gebrochenen Herzen, Rolle: Dennis
- 2000: für Hal Sparks in Ey Mann, wo is’ mein Auto?, Rolle: Zoltan
- 2001: für Barna Moricz in Jason X, Rolle: Kicker (E-X Grunt)
- 2001: für Johnny Strong in The Fast and the Furious, Rolle: Leon
- 2001: für Woody Jeffreys in Schrei wenn Du kannst als Brian
- 2004: für Jeff East in Superman, Rolle: junger Clark Kent
- 2004: für Toby Kebbell in Alexander, Rolle: Pausanius
- 2004: für Jonny Lee Miller in Melinda und Melinda, Rolle: Lee
- 2005: für Rupert Penry-Jones in Match Point, Rolle: Henry

### Serien
- 1990–1991: für Sasha Mitchell in Dallas, Rolle: James Beaumont
- 1993–1994: für Billy Jayne in Parker Lewis – Der Coole von der Schule, Rolle: Mikey Randall
- 1993–2001: für Éric Legrand in Sophie und Virginie, Rolle: Frédérique Rochambeau
- 1995: für Kaneto Shiozawa in Rock ’n’ Roll Kids, Rolle: Eichi Tono
- 1999–2002: für Michael Trucco in Pensacola – Flügel aus Stahl, Rolle: Spoon
- 2001–2007: für Geoff Stults in Eine himmlische Familie, Rolle: Ben Kinkirk
- 2003: für Sean Whalen in Special Unit 2 – Die Monsterjäger, Rolle: Sean Radmon
- 2003–2004: für Nestor Carbonell in Kim Possible, Rolle: Senior Senior Junior
- 2003–2004: für Otoya Kawano in X – Die Serie, Rolle: Seishiro Sakurazuka
- 2003–2008: für Bradley Cooper in Alias – Die Agentin, Rolle:  Will Tippin
- 2005: für Ryoutarou Okiayu in Gundam Seed, Rolle: Andrew Waltfeld
- 2005, 2007: für Greg Cipesals in W.i.t.c.h., Rolle: Caleb
- 2005–2009: für Joey McIntyre in Boston Public, Rolle: Colin Flynn
- 2006: für Takahiro Sakurai in Meine Liebe, Rolle: Orpherus
- 2006–2011: für Shuuichi Ikeda in Tenjo Tenge, Rolle: Shin Natsume
- 2007: für Omid Abtahi in Over There – Kommando Irak, Rolle: Tariq Nassiri
- 2007: für Eric Dane in Grey’s Anatomy, Rolle: Mark Sloan (1 Folge)

### Videospiele
- Leon Kingdom Hearts (1 und 2)
- Ni.Bi.Ru – Der Bote der Götter

## Hörbücher
- Robert Ludlum: Die Bourne Identität, RH Audio, ISBN 978-3-86604-563-7